# M Cream
 (février 2017).
Si vous disposez d'ouvrages ou d'articles de référence ou si vous connaissez des sites web de qualité traitant du thème abordé ici, merci de compléter l'article en donnant les références utiles à sa vérifiabilité et en les liant à la section « Notes et références ».
Pour les articles homonymes, voir Cream (homonymie).
M Cream est un film indien écrit et dirigé par Agneya Singh (en), sorti en 2014. Le film raconte l'histoire de quatre amis qui partent pour un road trip initiatique, en quête d'une drogue mythique.

## Distribution
- Imaad Shah (en) : Figs
- Ira Dubey : Jay
- Barry John (en) : Vishnu Das
- Auritra Ghosh : Maggie
- Raaghav Chanana (en) : Niz
- Tom Alter : Mr Bhardwaj
- Lushin Dubey (en) : Mrs Bhardwaj
- Beatrice Ordeix : Marie Sartre